# Everyone Into Position
Everyone Into Position è il secondo album del gruppo rock alternativo britannico Oceansize, pubblicato nel 2005 dalla Beggars Banquet Records.

## Tracce
1. The Charm Offensive – 7:19
  - All'inizio della canzone è inclusa la traccia fantasma Emp(irical) Error
2. Heaven Alive – 6:20
3. A Homage To A Shame – 5:52
4. Meredith – 5:26
5. Music For A Nurse – 8:16
6. New Pin – 5:11
7. No Tomorrow – 7:10
8. Mine Host – 4:10
9. You Can't Keep A Bad Man Down" – 7:36
10. Ornament/The Last Wrongs – 9:21

## Formazione
- Mike Vennart - chitarra, voce
- Steve Durose - chitarra, voce
- Stanley Posselthwaite (Gambler) - chitarra
- Jon Ellis - basso, tastiere
- Mark Heron - batteria